# Orchestre lyrique de l'ORTF
L’Orchestre lyrique de l'ORTF était un ensemble de musique classique légère, créé en 1941 et dissous en 1975.

## Histoire
Créé pour la reprise d'œuvres négligées ou la création ainsi que la commandes passées par la radio, l'orchestre compte une soixantaine de musiciens. Il porte successivement les noms d’Orchestre radio-lyrique, Orchestre lyrique de RTF, enfin Orchestre lyrique de l'ORTF. En 1975, les effectifs sont reversés au nouvel orchestre philharmonique de Radio France.

## Direction
Les chefs permanents ont été Jules Gressier entre 1941 et 1958, puis Pierre-Michel Le Conte de 1960 à 1973. En outre, il faut citer Adolphe Sibert rattaché à l'orchestre de 1963 à sa dissolution en 1975. 
Ont également dirigé l'orchestre : Tony Aubin (À l'Aimable Sabine), Jean Brebion (Ô mon bel inconnu de Reynaldo Hahn), Charles Bruck (Juliette ou la Clé des songes), Marcel Cariven, Louis Fourestier (Le Calife de Bagdad), Jean-Paul Kreder, Jean-Gabriel Gaussens (Messe de Requiem de Saint-Saëns), André Jouve, Jean Claude Hartemann (Le Médecin malgré lui de Gounod), Jean-Pierre Marty (Le pré aux clercs d'Herold) et Jean Doussard (Les Brigands d'Offenbach, Un bon garçon, Les rendez-vous bourgeois).

## Créations
Pendant les années 1960 et 1970, l'ensemble a assumé de nombreuses créations d'œuvres contemporaines, notamment :
- Henri Büsser, Le carrosse du saint Sacrement (1959)
- Yvonne Desportes, Le Rossignol (1959)
- Louis Ganne, Rhodolphe (1962)
- Henri Tomasi, Princesse Pauline (1962)
- Henri Tomasi, Le Silence de la mer (1963)
- Manfred Kelkel, La Mandragore (1965)
- Paul Le Flem, La Maudite (1967)
- Désiré-Émile Inghelbrecht, De l'autre côté du miroir (1968)
- Henri Sauguet, Chant pour une ville meurtrie (1968)
- Henri Tomasi, L'Élixir du révérend père Gaucher (1969)
- Ivo Malec, Un contre tous (Avignon, août 1971)[6]
- Girolamo Arrigo, Nel fuggi del tempio (1975)

## Discographie
- Musiques viennoises (vol. 3), Adolphe Sibert en concert : J. Strauss, Lehár, Hellmesberger - Orchestre Lyrique de l'ORTF (enregistrements publics de 1967 à 1975 extraits des archives de l'INA, Studio SM 12 22.62).
- Johann Strauss, Le Baron tzigane - Claudine Collard et Lina Dachary, sopranos ; Janine Capderou, contralto ; Michel Caron et Michel Hamel, ténors ; Henri Bedex ; Aimé Doniat, baryton - Orchestre Lyrique de l'ORTF, dir. Adolphe Sibert (CD Intégrale)
- Jacques Offenbach, Les Brigands (BO du film ORTF), Dominique Tirmont, Éliane Manchet, Michaël Pieri, André Mallabrera, Chœur national Jacques Grimbert, dir.Jean Doussard (1970 Decca SSL 40.231)
- Franz Lehár, Pages choisies - Orchestre Lyrique de l'ORTF, dir. Adolphe Sibert (enregistré entre 1966 et 1971, Naxos « Historical » 8.111010)
- Franz Lehár, La Veuve joyeuse - Teresa Stich-Randall, Jean-Gui Henneveux, Adolphe Sibert (Intégral Classic)
- Emmerich Kálmán, Princesse Czardas - Christiane Chateau, Lina Dachary, Adolphe Sibert (Intégral Classic)
- Carl Millöcker, L’Étudiant pauvre - Anne-Marie Saniai, Huguette Boulangeot, Adolphe Sibert (1972, Intégral Classic INT 221.134)[7]
- Franz Lehár, L'Age d'or de l'Opérette viennoise, Volume 2 : La Veuve joyeuse - Chœur et Orchestre Lyrique de l' ORTF, dir. Adolphe Sibert (Forlane)
- Nicolo Isouard, Les rendez-vous bourgeois - Lina Dachary, Linda Felder, Monique Stiot, dir. Jean Doussard (18 mars 1971, Musidisc 201832)
- Martinů, La Comédie sur le pont, Alexandre Bis - Nadine Sautereau (soprano) ; Jane Berbie (mezzo-soprano) ; Jacques Mars (basse) ; Bernard Demigny (baryton) ; Jean Giraudeau (ténor), dir. Manuel Rosenthal – Claudine Collart (soprano) ; Berthe Kal (mezzo-soprano) ; Gérard Friedmann (ténor) ; Aimé Doniat (baryton) ; Marcel Vigneron (basse), dir. Jean Doussard (10 octobre 1963/4 novembre 1969, Ina/Le Chant du Monde LDC 278994) (OCLC 26941758)